# Cumulopuntia hystrix
Cumulopuntia hystrix ist eine Pflanzenart in der Gattung Cumulopuntia aus der Familie der Kakteengewächse (Cactaceae). Das Artepitheton hystrix stammt aus dem Griechischen, bedeutet ‚Stachelschwein‘ oder ‚Igel‘ und verweist die dichte Bedornung.

## Beschreibung
Cumulopuntia hystrix bildet Polster. Die kräftigen, gehöckerten Triebabschnitte sind bis zu 4 Zentimeter lang und weisen Durchmesser von 3 Zentimeter auf. Die Höcker sind hervorstehend und verlängert. Die Triebabschnitte tragen auf mehr als der halben Länge Areolen und sind dort ausladend und stark bedornt. Die zwölf graubraunen, sehr kräftigen, nadeligen, geraden Dornen strahlen dicht in alle Richtungen aus und sind 5 bis 10 Zentimeter oder mehr lang.
Die goldgelben, purpurfarben überhauchten Blüten weisen eine Länge von bis zu 5 Zentimeter auf. Ihr Perikarpell ist entlang des Randes bedornt. Die bis zu 3 Zentimeter langen Früchte sind am Rand mit 1 bis 6 Zentimeter langen Dornen besetzt.

## Verbreitung und Systematik
Cumulopuntia hystrix ist in den Hochanden der chilenischen Region Antofagasta in Höhenlagen von 3000 bis 3200 Metern verbreitet.
Die Erstbeschreibung erfolgte 1980 durch Friedrich Ritter.

## Nachweise